# Список умерших в 1376 году
В этой статье представлен список известных людей, умерших в 1376 году.
См. также: Категория:Умершие в 1376 году

## Январь
- 24 января — Ричард Фицалан — 10-й граф Арундел (1331—1336), 8-й граф Суррей (1361—1376), главный кравчий Англии (1331—1376), военачальник и дипломат.
- Ма Сейн из Таунгу[англ.] — Хантавади ский полководец, завоеватель и генерал-губернатор Таунгу (1375—1376); казнён

## Март
- 1 марта — Майкл де Монимуск[англ.] — епископ Данкелда (1370—1376)
- 10 марта — Жоффруа де Вероль[фр.] — епископ Лозанны (1342—1347), епископ Карпантра (1347—1357), епископ Каркассона (1357—1361), архиепископ Тулузы (1361—1376)
- 14 марта — Андроник Комнин[нем.] (20) — незаконнорожденный сын императора Трапезунда Алексея III Великого Комнина, имевший титул деспота с рождения; убит

## Апрель
- 6 апреля — Пжецлав из Погожели[англ.] — епископ Вроцлава (1342—1376)

## Май
- 3 мая — Гильом II де Мелён[фр.] — архиепископ Санса (1344—1376)
- 29 мая — Годфри де Фолджамб[англ.] — землевладелец и политический деятель Англии, лорд-Верховный Судья Ирландии (1351—1354)
- 30 мая — Жанна де Понтьё дама д’Эпернон[англ.] — младшая дочь Жана II де Понтьё, графа дОмаль, графиня-консорт Вандома (1353—1364), графиня-консорт Кастра (1356—1364), жена Жана VI де Вандом, регент Вандома и Кастра (1371—1372)

## Июнь
- 3 июня — Генрих II — ландграф Гессена (1328—1376).
- 8 июня — Эдуард Чёрный Принц (45) — старший сын короля Англии Эдуарда III, принц Уэльский (1343—1376), принц Аквитании (1362—1375), первый герцог Корнуольский (1337—1376), граф Честер (1333—1376), военачальник Столетней войны.

## Июль
- 22 июля — Саймон Лэнгхэм[англ.] — лорд-казначей Англии (1360—1363), лорд-канцлер Англии (1363—1367), епископ Или (1362—1366), архиепископ Кентерберийский (1366—1368), кардинал San Sisto Vecchio (1368—1376)

## Август
- 10 августа:
  - Герен д’Арси[фр.] — епископ Шартра (1369/1370—1376);
  - Робер де Жюльяк, 31-й Великий магистр ордена Святого Иоанна (1374–1376).
- 12 августа — Бонифаций де Чаллан[фр.] — епископ Аосты (1375—1376)

## Сентябрь
- 7 сентября — Жан III де Грайи —  капталь де Бюш (1343), виконт Беножа и Кастильона, граф Бигора (1369—1376), французский полководец в Столетней войне (на стороне Англии). Рыцарь-основатель Ордена Подвязки. Умер в французском плену плену.
- 15 сентября — Джон де Моун, английский аристократ, 2-й барон Моун (1330—1376), один из рыцарей-основателей ордена Подвязки.
- 17 сентября — Ярослав Богоря из Скотник[пол.] — архиепископ Гнезненский (1342—1374)
- 24 сентября — Николя д’Арси[фр.] — епископ Осера (1373—1376)
- 30 сентября — Адельгейда фон Вианден[нидерл.] — графиня-консорт Нассау-Дилленберг (1343—1351), жена Оттона II фон Нассау, регент графства (1351—1362)

## Ноябрь
- 19 ноября — Пьер де Ла Жюжи[итал.] — архиепископ Сарагосы (1345—1347), архиепископ Нарбонны (1347—1375), архиепископ Руана (1375), кардинал-священник Saint-Clément (1375—1376)

## Декабрь
- 7 декабря — Ян Кмита, польский дворянин герба Шренява.
- 22 декабря — Генрих Трухзес — швабский священник и хронист швейцарского происхождения.

## Дата неизвестна или требует уточнения
- Абдалла I Мальдивский[англ.] — султан Мальдивских островов (1374—1376); убит женой.
- Антоний, митрополит Галицкий (1371 — ок. 1376).
- Гай Энгиенский — сеньор Аргоса и Нафплиона (1356—1376), титулярныйГерцог Афин (1356—1376).
- Гияс-ад-дин Джахангир — старший сын среднезиатского правителя Тамерлана.
- Бартоломью де Грей, английский аристократ, 3-й барон Грей из Ротерфилда (1375—1376).
- Екатерина Саттонская[англ.] — аббатиса Баркингского аббатства[англ.] (1358—1376), драматург религиозных пьес
- Иоганн III фон Тёкхайм[нем.] — епископ Гурка (1364—1376)
- Кено I том Брок — первый вождь племён Брокмерланда.
- Людовик д’Эврё — наваррский инфант, младший сын короля Наварры Филиппа III д’Эврё, Сеньор Ането. В 1343 году отец дал ему титул графа де Бомон-ле-Роже. Родоначальник испанского рода Бомонов, герцог Дураццо (по праву жены) (1366—1376).
- Никколо ди Томмазо[исп.] — итальянский художник
- Никколо Цицеркья[итал.] — итальянский религиозный писатель
- Ниссим бен Реувен — крупный испанский раввин и комментатор Талмуда.
- Пьер Раймон II — Граф Комменжа (1342—1376).
- Салман Саваджи — иранский поэт.
- Ян II Освенцимский — Князь Освенцимский (1372—1376)